# Європейська економічна спільнота
Не плутати з Європейським Союзом чи Європейськими спільнотами
Європейська економічна спільнота, або Європейське економічне співтовариство (ЄЕС) (англ. European Economic Community, EEC) — назва колишньої європейської міжнародної організації, що була утворена 1957 р. згідно з Договором про заснування Європейської економічної спільноти (один з Римських договорів) з метою створення спільного ринку. Початково складалася з шести країн: Бельгія, Західна Німеччина, Італія, Люксембург, Нідерланди та Франція. Разом з Європейською спільнотою з вугілля та сталі (ЄСВС) і Європейською спільнотою з атомної енергії становила Європейські спільноти (англ. European Communities, EC).
Договір укладено 25 березня 1957 року в залі Гораціїв і Куріаціїв палацу Киджі на Капітолійському пагорбі в Римі очільниками Бельгії, Німеччини, Франції, Італії, Люксембурга і Нідерландів. Згідно з Римською угодою, шість країн вирішили створити економічне співтовариство, засноване на ширшому спільному ринку, що включає велику кількість товарів і послуг. Митні збори між шістьма країнами-учасницями були повністю скасовані до 1 липня 1968 року. В рамках ЄЕС в 1960-х роках розвивалися спільні економічні політики, особливо в області торгівлі і сільського господарства.
Після утворення Європейського Союзу у 1993 році Європейська економічна спільнота була до нього включена і перейменована у «Європейську Спільноту» (англ. European Community, EC), щоб відобразити ширшу сферу регулювання ніж виключно економічні питання. У 2009 році організація формально перестала існувати, і усі її установи були безпосередньо поглинуті Європейським Союзом. Це зробило Європейський Союз формальним наступником цієї організації.

## Історія

### Передумови
У квітні 1951 року підписали Паризький договір, який створив Європейське співтовариство вугілля та сталі (ЄВС). Це було міжнародне співтовариство, засноване на наднаціоналізмі та міжнародному праві, покликане допомогти економіці Європи та запобігти майбутній війні шляхом інтеграції своїх членів.
З метою створення федеративної Європи запропоновано ще дві спільноти: Європейське оборонне співтовариство та Європейське політичне співтовариство. Поки договір для останнього розроблявся Загальною Асамблеєю, парламентською палатою ЄОВС, запропоноване оборонне співтовариство відхилив парламент Франції. Президент ЄОВС Жан Моне, провідна фігура, яка стоїть за громадами, на знак протесту пішов у відставку з Вищої влади і почав роботу над альтернативними спільнотами, заснованими на економічній інтеграції, а не на політичній інтеграції. Після Мессінської конференції 1955 року Поль Анрі Спаак отримав завдання підготувати доповідь про ідею митного союзу. Так звана доповідь Спаака Комітету Спаака стала наріжним каменем міжурядових переговорів у конференц-центрі Val Duchesse у 1956 році. Разом зі звітом Оліна звіт Спаака став основою для Римського договору.
У 1956 році Поль-Анрі Спаак очолив Міжурядову конференцію зі спільного ринку та Євратому в конференц-центрі Val Duchesse, яка підготувала Римський договір 1957 року. Конференція призвела до підписання 25 березня 1957 року Римського договору створення Європейського економічного співтовариства.

### Заснування і ранні роки

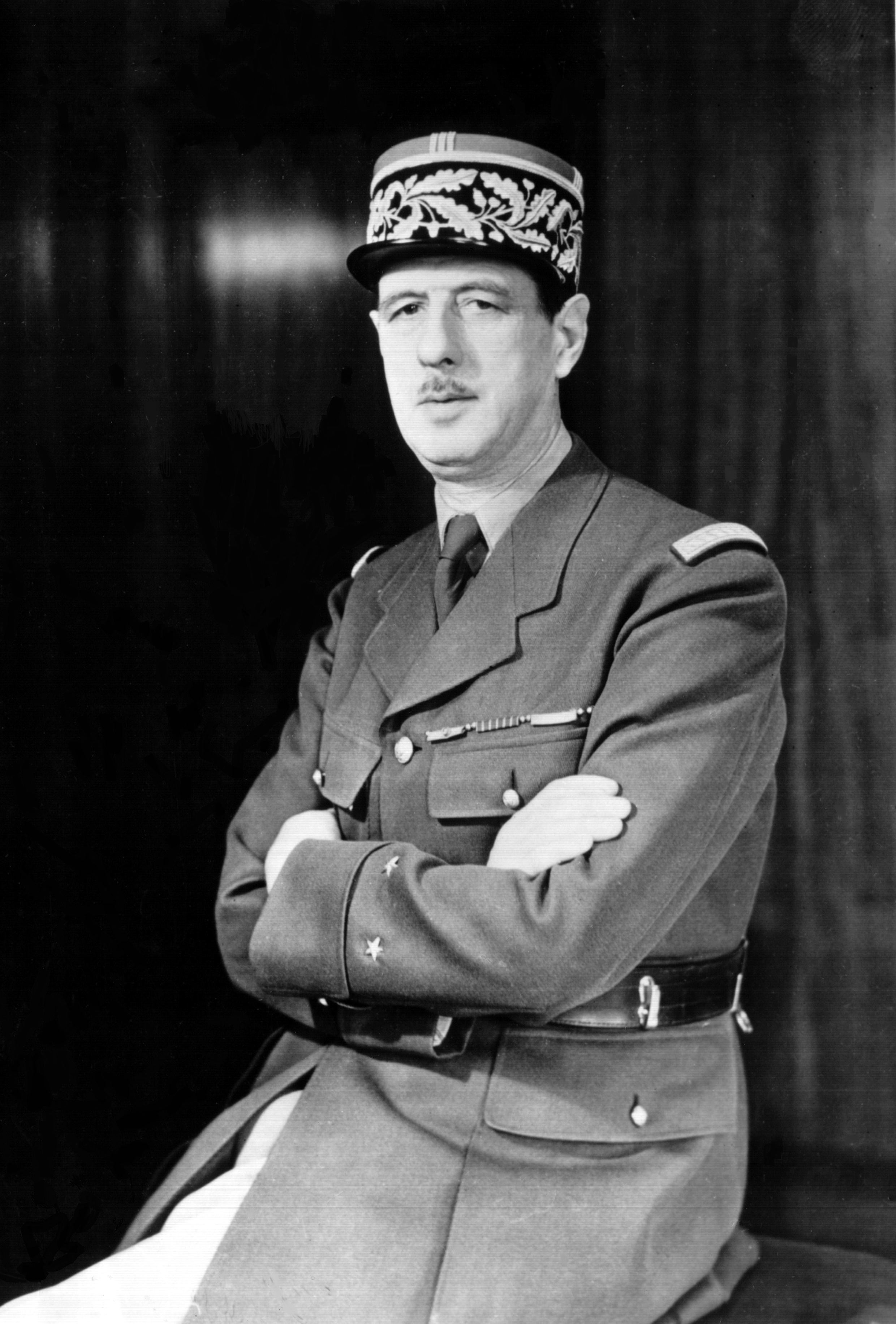
Президент Франції Шарль де Голль наклав вето на членство Сполученого Королівства, стримував розширення повноважень європейського парламенту і був у центрі «кризи порожнього крісла» 1965 року.

У результаті спільноти були Європейське економічне співтовариство (ЄЕС) та Європейське співтовариство з атомної енергії (ЄВРАТОМ або іноді EAEC). Вони були помітно менш наднаціональними[джерело?] через протести деяких країн, що їх суверенітет порушується (проте все ще залишаться занепокоєння щодо поведінки Комісії Гальштайна). Німеччина стала членом-засновником ЄЕС, а Конрад Аденауер став лідером за дуже короткий час. Перше офіційне засідання комісії Гальштайна відбулося 16 січня 1958 року в замку Валь-Дюшес. ЄЕС (прямий предок сучасного Співтовариства) мав створити митний союз, а Євратом сприяти співробітництву у сфері ядерної енергетики. ЄЕС швидко стала найважливішою з них і розширила свою діяльність. Одним із перших важливих досягнень ЄЕС було встановлення (1962 р.) єдиних рівнів цін на сільськогосподарську продукцію. У 1968 році внутрішні тарифи (тарифи на торгівлю між країнами-членами) були скасовані на деякі продукти.
Ще одна криза спровокувала пропозицію щодо фінансування Єдиної сільськогосподарської політики, яка набрала чинности в 1962 році. Закінчився перехідний період, коли рішення приймалися одностайно, і набула чинности більшість голосів у раді. Опозиція тодішнього президента Франції Шарля де Голля наднаціоналізму та страх перед іншими членами, які кинуть виклик CAP, призвели до «політики порожнього стільця», згідно з якою французькі представники були вилучені з європейських інституцій, доки не відновлено вето Франції. Зрештою, досягли компромісу з Люксембурзьким компромісом 29 січня 1966 року, згідно з яким джентльменська угода дозволяла членам використовувати право вето у сферах національного інтересу.
1 липня 1967 року, коли набрав чинности Договір злиття, що об'єднав інституції ЄОВС та Євратом у ЄЕС, вони вже мали спільну Парламентську асамблею та суди. У сукупності вони були відомі як Європейські Співтовариства. Співтовариства все ще мали незалежність, хоча були все більш інтегровані. Майбутні договори надали співтовариствам нові повноваження, крім простих економічних питань, які досягли високого рівня інтеграції. У міру наближення до мети політичної інтеграції та мирної та об’єднаної Європи, яку генеральний секретар ЦК КПРС Михайло Горбачов описав як Спільний європейський дім.

### Розширення та вибори
У 1960-х роках почалися перші спроби розширення. У 1961 році Данія, Ірландія, Сполучене Королівство та Норвегія (у 1962 році) подали заявку на приєднання до трьох Співтовариств. Однак президент Шарль де Голль вважав членство Сполученого Королівства троянським конем для впливу США і наклав вето на членство, а заявки всіх чотирьох країн були призупинені. Греція стала першою країною, яка приєдналася до ЄЕС у 1961 році як асоційований член, однак її членство призупинили в 1967 році після державного перевороту полковників.
Через рік, у лютому 1962 року, Іспанія спробувала приєднатися до Європейських Співтовариств. Однак, оскільки франкістська Іспанія не була демократичною країною, усі відхилили запит у 1964 році.
Чотири країни повторно подали свої заявки 11 травня 1967 року, і коли Жорж Помпіду змінив Шарля де Голля на посаді президента Франції в 1969 році, вето зняли. Переговори почалися в 1970 році під час проєвропейського уряду Сполученого Королівства Едварда Гіта, якому довелося мати справу з розбіжностями щодо Спільної сільськогосподарської політики та відносин Сполученого Королівства з Співдружністю Націй. Тим не менш, через два роки були підписані угоди про приєднання Данії, Ірландії та Сполученого Королівства до Співтовариства з 1 січня 1973 року. Норвезький народ остаточно відмовився від членства на референдумі 25 вересня 1972 року.
У Римських договорах зазначено, що Європейський парламент має обиратися прямим шляхом, однак це вимагало, щоб Рада спочатку узгодила спільну систему голосування. Рада зволікала з вирішенням цього питання, і парламент залишився призначеним, президент Франції Шарль де Голль був особливо активним у блокуванні розвитку парламенту, при цьому йому були надані бюджетні повноваження лише після його відставки.
Парламент наполягав на досягненні згоди, і 20 вересня 1976 року Рада погодила частину необхідних інструментів для виборів, відклавши деталі щодо виборчих систем, які й донині залишаються різними. Під час перебування на посаді президента Дженкінса, у червні 1979 року, вибори були проведені в усіх тодішніх депутатів. Новий парламент, підтриманий прямими виборами та новими повноваженнями, почав працювати повний робочий день і став активнішим, ніж попередні асамблеї.
Незабаром після свого обрання парламент запропонував Співтовариству прийняти дизайн прапора Європи, який використовується Радою Європи. Європейська Рада в 1984 році призначила для цієї мети спеціальний комітет. Європейська Рада в 1985 році в основному дотримувалася рекомендацій Комітету, але оскільки прийняття прапора сильно нагадувало національний прапор, що представляє державність, викликало суперечки, дизайн «прапора Європи» був прийнятий лише зі статусом «логотипу» або «емблема».
Європейська рада, або Європейський саміт, розвивався з 1960-х років як неформальне засідання Ради на рівні глав держав. Це виникло з обурення тодішнього президента Франції Шарля де Голля домінуванням наднаціональних інституцій (наприклад, Комісії) над процесом інтеграції. У договорах вона вперше згадується в Єдиному європейському акті.

Розширення, 1957-2013
Розширення спільноти
Після 1995

### До Маастрихту
Греція повторно подала заявку на приєднання до спільноти 12 червня 1975 року після відновлення демократії та приєдналася 1 січня 1981 року. Після Греції та після свого власного демократичного відновлення Іспанія та Португалія подали заявку до спільноти в 1977 році та вступили 1 січня 1986 року. У 1987 році Туреччина офіційно подала заявку на приєднання до Співтовариства і розпочала найдовший процес вступу серед усіх країн.
З перспективою подальшого розширення та бажанням розширити сфери співробітництва міністри закордонних справ 17 та 28 лютого 1986 року у Люксембурзі та Гаазі підписали Єдиний європейський акт. В одному документі вона стосувалась реформування інституцій, розширення повноважень, зовнішньополітичного співробітництва та єдиного ринку. Він набрав чинности 1 липня 1987 року. Після цього акту розпочалася робота над Маастрихтським договором, який узгоджений 10 грудня 1991 року, підписаний наступного року та набрав чинности 1 листопада 1993 року про створення Європейського Союзу, а також прокладання шляху до Європейського валютного союзу.

### Європейська спільнота
ЄС поглинув Європейські Співтовариства як одну зі своїх трьох підвалин. Сфери діяльности ЄЕС були розширені та перейменовані в Європейське Співтовариство, продовжуючи дотримуватися наднаціональної структури ЄЕС. Інститути ЄЕС стали інституціями ЄС, однак Суд, Парламент і Комісія мали лише обмежений внесок у нові стовпи, оскільки вони працювали на більш міжурядовій системі, ніж Європейські Співтовариства. Це знайшло відображення в назвах установ: Рада формально була «Рада Європейського Союзу», тоді як Комісія формально була «Комісією Європейських Співтовариств».
Однак після Маастрихтського договору парламент отримав набагато більшу роль. Маастрихт запровадив процедуру спільного прийняття рішень, яка надала йому рівні законодавчі повноваження з Радою з питань Співтовариства. Таким чином, з більшими повноваженнями наднаціональних інституцій і функцією голосування кваліфікованою більшістю в Раді, стовп Співтовариства можна охарактеризувати як набагато більш федеральний метод прийняття рішень.
Амстердамський договір передав відповідальність за вільне пересування людей (наприклад, візи, нелегальну імміграцію, притулок) із системи юстиції та внутрішніх справ (JHA) до Європейського співтовариства (JHA перейменували в поліцію та судове співробітництво у кримінальних справах (PJCC) як результат). І Амстердам, і Ніццький договір також поширили процедуру спільного прийняття рішень майже на всі сфери політики, надавши Парламенту рівні повноваження Раді в Співтоваристві.
У 2002 році закінчився термін дії Паризького договору, який заснував ЄОВС, досягнувши свого 50-річного терміну (як перший договір, він був єдиним з обмеженням). Жодних спроб поновити його дію не було; натомість Ніццький договір переніс певні його елементи до Римського договору, і, отже, його робота продовжувалася як частина сфери компетенції Європейського співтовариства.
Після набуття чинности Лісабонського договору в 2009 році опорна структура припинила своє існування. Європейське Співтовариство разом із його правосуб'єктністю було поглинене нещодавно консолідованим Європейським Союзом, який об'єднався в двох інших стовпах (проте Євратом залишився відокремленим). Спочатку це запропонували відповідно до Європейської Конституції, але цей договір не був ратифікований у 2005 році.

## Цілі та досягнення
Головною метою ЄЕС, як зазначено в її преамбулі, було «збереження миру і свободи та закладання основи все більш тісного союзу між народами Європи». Закликаючи до збалансованого економічного зростання, це мало бути досягнуто за допомогою:
1. Створення митного союзу з єдиним зовнішнім тарифом
2. Загальна політика для сільського господарства, транспорту та торгівлі, включаючи стандартизацію (наприклад, маркування CE означає відповідність стандартам)
3. Розширення ЄЕС на решту Європи

Посилаючись на статтю 2 оригінального тексту Римського договору від 25 березня 1957 р., ЄЕС мав на меті «гармонійний розвиток економічної діяльности, безперервне і збалансоване розширення, підвищення стабільности, прискорене підвищення рівня життя». і більш тісні відносини між державами, що входять до неї». З огляду на страх перед холодною війною, багато західних європейців боялися, що бідність зробить «населення вразливим для комуністичної пропаганди» (Meurs 2018, с. 68), що означає, що зростання добробуту буде корисним для гармонізації влади між західним і східним блоками., крім примирення держав-членів, таких як Франція та Німеччина після Другої світової війни. Завдання, покладені на Співтовариство, були розподілені між асамблеєю, Європейським парламентом, Радою, Комісією та Судом. Крім того, ринкові обмеження були зняті для подальшого звільнення торгівлі між державами-членами. Громадяни держав-членів (крім товарів, послуг і капіталу) мали право на свободу пересування. САП, Спільна сільськогосподарська політика, регулювала та зменшувала сільськогосподарську сферу. Європейський соціальний фонд був реалізований на користь працівників, які втратили роботу. Європейський інвестиційний банк був створений для «сприяння економічному розширенню Співтовариства шляхом відкриття нових ресурсів» (ст. 3 Римського договору від 25.03.1957). Усі ці реалізації включали заморські території. Треба було підтримувати конкуренцію, щоб зробити продукти дешевшими для європейських споживачів.
Для Митного союзу договір передбачав зниження мит на 10% і до 20% глобальних імпортних квот. Прогрес у створенні митного союзу йшов набагато швидше, ніж планувалося дванадцять років. Однак Франція зіткнулася з деякими невдачами через війну з Алжиром.

## Члени

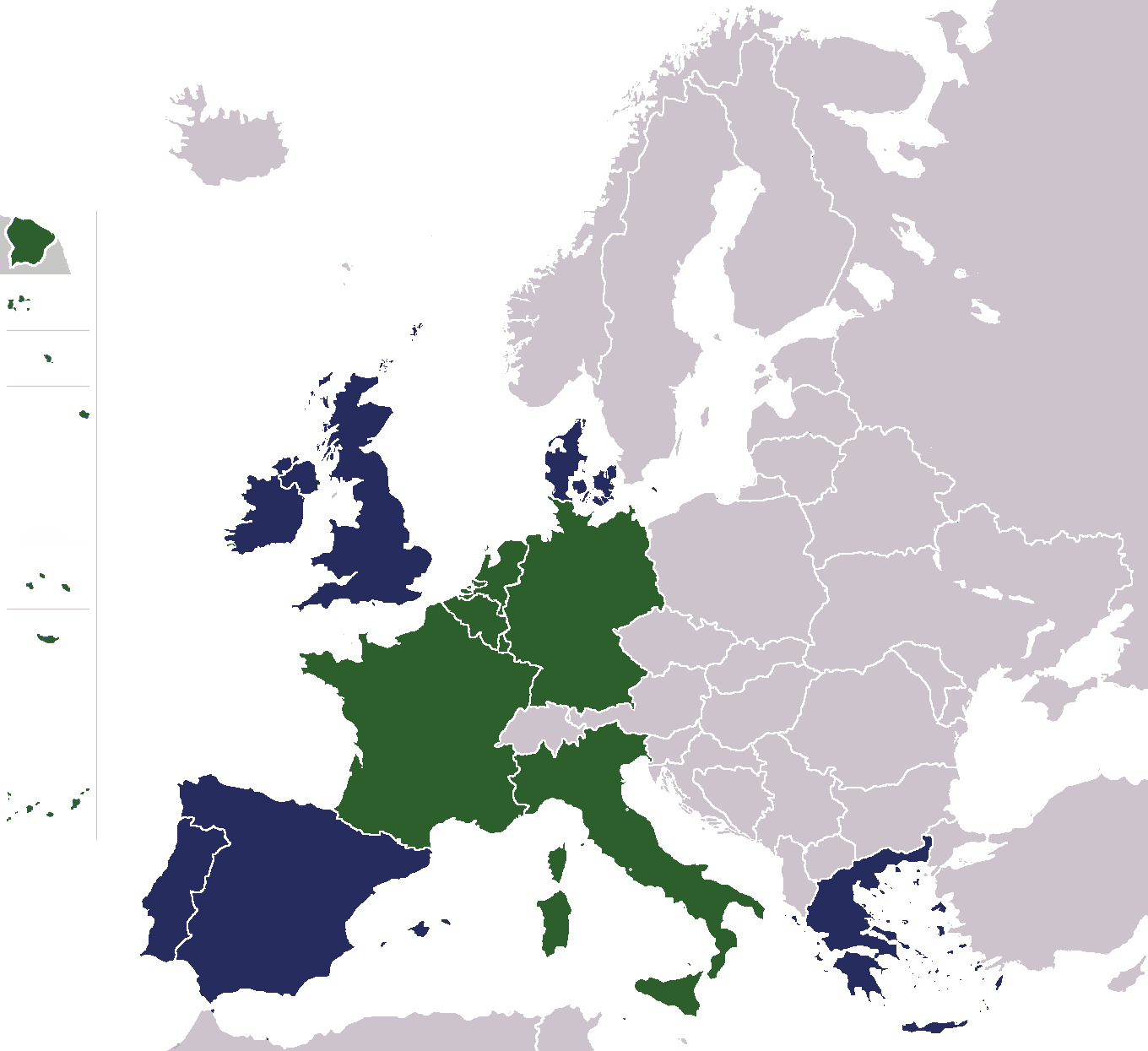
Членкині-засновниці ЄЕС
Пізніші членкині ЄЕС

Шість держав, які заснували ЄЕС та дві інші Співтовариства, були відомі як «внутрішня шість» («зовнішні сім» були тими країнами, які утворили Європейську асоціацію вільної торгівлі). Шестеро – Франція, Західна Німеччина, Італія та три країни Бенілюксу: Бельгія, Нідерланди та Люксембург. Перше розширення відбулося в 1973 році з приєднанням Данії, Ірландії та Сполученого Королівства. У 1980-х роках приєдналися Греція, Іспанія та Португалія. Колишня Східна Німеччина стала частиною ЄЕС після возз’єднання Німеччини в 1990 році. Після створення ЄС у 1993 році до 2013 року він розширився, включивши в нього ще шістнадцять країн.
| Держава                       | Приєднання      | Мова(и)                               | Валюта                 | Населення (1990) |
| ----------------------------- | --------------- | ------------------------------------- | ---------------------- | ---------------- |
| Бельгія                       | 25 березня 1957 | нідерландська, французька та німецька | Бельгійський франк     | 10 016 000       |
| Франція                       | 25 березня 1957 | французька                            | Французький франк      | 56 718 000       |
| Західна Німеччина / Німеччина | 25 березня 1957 | німецька                              | Німецька марка         | 63 254 000       |
| Італія                        | 25 березня 1957 | італійська                            | Італійська ліра        | 56 762 700       |
| Люксембург                    | 25 березня 1957 | французька, німецька та люксембурзька | Люксембурзький франк   | 384 400          |
| Нідерланди                    | 25 березня 1957 | нідерландська та фризька              | Нідерландський гульден | 14 892 300       |
| Данія                         | 1 січня 1973    | данська                               | Данська крона          | 5 146 500        |
| Ірландія                      | 1 січня 1973    | ірландська та англійська              | Ірландський фунт       | 3 521 000        |
| Об'єднане Королівство         | 1 січня 1973    | англійська                            | Фунт стерлінгів        | 57 681 000       |
| Греція                        | 1 січня 1981    | грецька                               | Грецька драхма         | 10 120 000       |
| Португалія                    | 1 січня 1986    | португальська                         | Португальське ескудо   | 9 862 500        |
| Іспанія                       | 1 січня 1986    | іспанська                             | Іспанська песета       | 38 993 800       |

Держави-члени в тій чи іншій формі представлені в кожній установі. Рада також складається з одного національного міністра, який представляє національний уряд. Кожна держава також має право на одного єврокомісара, хоча в Європейській комісії вони повинні представляти не свої національні інтереси, а інтереси ЄЕС. До 2004 року найбільші члени (Франція, Німеччина, Італія та Сполучене Королівство) мали двох комісарів. У Європейському парламенті членам виділяється певна кількість місць, яка залежить від їхнього населення, однак вони (з 1979 року) обираються безпосередньо, і вони засідають відповідно до політичної приналежности, а не національного походження. Більшість інших інституцій, включаючи Європейський суд, мають певну форму національного підрозділу.

## Інституції
Існували три політичні установи, які мали виконавчу та законодавчу владу ЄЕС, а також один судовий інститут і п’ятий орган, створений у 1975 році. Ці установи (крім аудиторів) були створені в 1957 році ЄЕС, але з 1967 року вони поширювалися на всі три Співтовариства. Рада представляє уряди штатів, парламент представляє громадян, а Комісія представляє європейські інтереси. По суті, Рада, Парламент або інша сторона подають до Комісії запит на прийняття законодавства. Потім Комісія складає проєкт і подає його на затвердження Раді та Парламенту для висновку (у деяких випадках вона мала право вето, залежно від законодавчої процедури, що використовується). Обов’язок Комісії полягає в тому, щоб забезпечити її виконання, займаючись повсякденним функціонуванням Союзу та звертаючись до суду, якщо вони не дотримуються цього. Після Маастрихтського договору 1993 року ці установи стали установами Європейського Союзу, хоча в деяких сферах обмежені через структуру стовпів. Незважаючи на це, парламент, зокрема, отримав більше повноважень щодо законодавства та безпеки Комісії. Суд був найвищим органом у законодавстві, вирішуючи юридичні спори в Співтоваристві, тоді як аудитори не мали повноважень, крім як розслідувати.

### Передумови
ЄЕС успадкувала деякі інституції ЄОВС у зв'язку з тим, що Спільна асамблея та Суд ЄСС були поширені на ЄЕС та Євратом у однаковій ролі. Однак ЄЕС та Євратом мали різні органи виконавчої влади, ніж ЄОВС. Замість Ради міністрів ЄОВС була Рада Європейського економічного співтовариства, а замість Вищого органу – Комісія Європейських Співтовариств.
Між ними була більша різниця, ніж назва: тодішній французький уряд з підозрою ставився до наднаціональної влади Вищої влади і намагався обмежити свої повноваження на користь міжурядової ради. Отже, Рада відігравала більшу виконавчу роль в управлінні ЄЕС, ніж ситуація в ЄОВС. На підставі Договору про злиття в 1967 році виконавчі органи ЄОВС і Євратом були об’єднані з керівниками ЄЕС, створивши єдину інституційну структуру, яка керує трьома окремими Співтовариствами. Відтепер термін Європейські Співтовариства використовувався для позначення установ (наприклад, від Комісії Європейського Економічного Співтовариства до Комісії Європейських Співтовариств).

### Рада

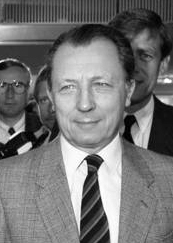
Президент Жак Делор останній президент Комісії ЄЕС.

Рада Європейських Співтовариств була органом законодавчої та виконавчої влади і, таким чином, була головним органом Співтовариства, що приймає рішення. Його головування змінювалося між державами-членами кожні шість місяців, і він пов’язаний з Європейською радою, яка була неформальним збором національних лідерів (початок у 1961 році) на тій же основі, що й Рада.
До складу Ради входили по одному національному міністру від кожної країни-члена. Однак Рада збиралася в різних формах залежно від теми. Наприклад, якщо обговорювалося питання сільського господарства, Рада складалася б із кожного національного міністра сільського господарства. Вони представляли свої уряди і були підзвітні своїм національним політичним системам. Голосували або більшістю (з розподілом голосів за кількістю населення), або одностайно. У цих різних формах вони поділяють певні законодавчі та бюджетні повноваження парламенту. З 1960-х років Рада також почала неформально зустрічатися на рівні глав урядів і глав держав; ці європейські саміти проходили за такою ж системою головування та секретаріатом, що й Рада, але не були її формальним утворенням.

### Комісія
Комісія Європейських Співтовариств була виконавчим органом Співтовариства, розробляючи закони Співтовариства, займаючись питанням початку роботи Співтовариства та дотриманням договорів. Вона створена як незалежний орган, яка представляла інтереси Співтовариства в цілому. Кожна держава-член представила одного уповноваженого (по два від кожного з більших штатів, один від менших штатів). Одним із її членів був президент, призначений Радою, який очолював орган і представляв його.

### Парламент

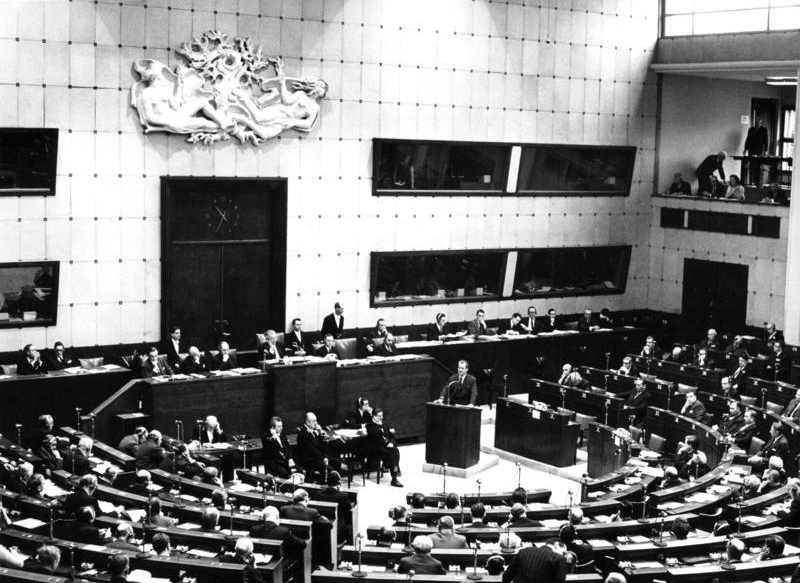
Європейський парламент провів свої перші вибори в 1979 році, поступово набуваючи більшого впливу на прийняття рішень Співтовариством.

У рамках Співтовариства Європейський парламент (колишня Європейська парламентська асамблея) мав дорадчу роль для Ради та Комісії. Існувала низка законодавчих процедур Співтовариства, спочатку була лише процедура консультацій, що означало, що потрібно було консультуватися з парламентом, хоча це часто ігнорувалося. Єдиний європейський акт надав Парламенту більше повноважень, причому процедура згоди надає йому право вето на пропозиції, а процедура співпраці надає йому рівні повноваження з Радою, якщо Рада не була одностайною.
У 1970 та 1975 роках бюджетні угоди надали парламенту повноваження щодо бюджету Співтовариства. Члени парламенту до 1980 року були національними депутатами, які працювали в парламенті за сумісництвом. Римські договори вимагали проведення виборів після того, як Рада ухвалила рішення про систему голосування, але цього не сталося, і вибори були відкладені до 1979 року. Після цього парламент обирався кожні п’ять років. Протягом наступних 20 років парламент поступово отримав з Радою ЄС повноваження спільного прийняття рішень щодо ухвалення законодавства, право затверджувати або відхиляти призначення голови Комісії та Комісії в цілому, а також право затверджувати або відхиляти міжнародні угоди.

### Суд
Суд Європейських Співтовариств був вищою судовою інстанцією з питань права Співтовариства і складався з одного судді від кожного штату з президентом, який обирався з них. Його роль полягала в тому, щоб забезпечити однакове застосування законодавства Співтовариства в усіх штатах і вирішувати юридичні суперечки між установами або штатами. Він став потужним інститутом, оскільки право Співтовариства переважає національне законодавство.

### Авдитори
П'ятою установою є Європейський суд авдиторів. Це забезпечило, що кошти платників податків із бюджету Спільноти були правильно витрачені установами Спільноти. ECA надала Раді та Парламенту звіт про авдит за кожний фінансовий рік, а також давала висновки та пропозиції щодо фінансового законодавства та заходів боротьби з шахрайством. Це єдина установа, яка не згадується в оригінальних договорах, оскільки була створена в 1975 році.

## Сфери політики
На момент його розпущення ЄЕС охоплював такі сфери:
| - Політика надання притулку - Прикордонний контроль - Спільна сільськогосподарська політика - Спільна політика в галузі рибальства - Конкурс - Захист споживачів - Митний союз та єдиний ринок | - Економічний і валютний союз - Освіта та Культура - Працевлаштування - Екологічне право - Громадянство ЄС - Охорона здоров'я | - Імміграційна політика - Дослідження - Шенгенський договір - Соціальна політика - Торговельна політика - Транс'європейські мережі |

## Еволюція Європейського Союзу
| Підписаний Діє з Документ      | 1948 Брюссельський договір                                         | 1951 1952 Паризький договір                                                       | 1954 1955 Поправки до Брюссельського договору                                     | 1957 1958 Римські договори                                                        | 1965 1967 Договір злиття                        | 1975 Н/Д Висновки Європейської ради             | 1985 Шенгенська угода                         | 1986 1987 Єдиний європейський акт             | 1992 1993 Маастрихтський договір              | 1992 1993 Маастрихтський договір | 1997 1999 Амстердамський договір | 2001 2003 Ніццький договір | 2007 2009 Лісабонська угода | 2007 2009 Лісабонська угода |  |  |  |  |  |  |  |
|                                |                                                                    |                                                                                   |                                                                                   |                                                                                   |                                                 |                                                 |                                               |                                               |                                               |                                  |                                  |                            |                             |                             |  |  |  |  |  |  |  |
| Підвалини Європейського Союзу: |                                                                    |                                                                                   |                                                                                   |                                                                                   |                                                 |                                                 |                                               |                                               |                                               |                                  |                                  |                            |                             |                             |  |  |  |  |  |  |  |
| Європейські спільноти          |                                                                    |                                                                                   |                                                                                   |                                                                                   |                                                 |                                                 |                                               |                                               |                                               |                                  |                                  |                            |                             |                             |  |  |  |  |  |  |  |
|                                | Європейська спільнота з атомної енергії (Євратом)                  |                                                                                   |                                                                                   |                                                                                   |                                                 |                                                 |                                               |                                               |                                               |                                  |                                  |                            |                             |                             |  |  |  |  |  |  |  |
|                                |                                                                    |                                                                                   | Європейська спільнота з вугілля та сталі (ЄСВС)                                   | Європейська спільнота з вугілля та сталі (ЄСВС)                                   | Європейська спільнота з вугілля та сталі (ЄСВС) | Європейська спільнота з вугілля та сталі (ЄСВС) | Термін дії договору минув у 2002 р.           | Термін дії договору минув у 2002 р.           | Термін дії договору минув у 2002 р.           |                                  | Європейський Союз (ЄС)           | Європейський Союз (ЄС)     |                             |                             |  |  |  |  |  |  |  |
|                                |                                                                    |                                                                                   | Європейська економічна спільнота (ЄЕС)                                            |                                                                                   |                                                 |                                                 |                                               |                                               |                                               |                                  | Європейський Союз (ЄС)           | Європейський Союз (ЄС)     |                             |                             |  |  |  |  |  |  |  |
|                                |                                                                    |                                                                                   |                                                                                   | Шенгенська угода                                                                  |                                                 |                                                 | Європейська спільнота (ЄС)                    | Європейська спільнота (ЄС)                    |                                               |                                  | Європейський Союз (ЄС)           | Європейський Союз (ЄС)     |                             |                             |  |  |  |  |  |  |  |
|                                |                                                                    | Співробітництво TREVI (тероризм, радикалізм, екстремізм та міжнародне насильство) | Співробітництво TREVI (тероризм, радикалізм, екстремізм та міжнародне насильство) | Співробітництво TREVI (тероризм, радикалізм, екстремізм та міжнародне насильство) | Правосуддя та внутрішні справи                  |                                                 | Європейська спільнота (ЄС)                    | Європейська спільнота (ЄС)                    |                                               |                                  | Європейський Союз (ЄС)           | Європейський Союз (ЄС)     |                             |                             |  |  |  |  |  |  |  |
|                                | Співробітництво між поліцією та правосуддям у кримінальних справах | Співробітництво TREVI (тероризм, радикалізм, екстремізм та міжнародне насильство) | Співробітництво TREVI (тероризм, радикалізм, екстремізм та міжнародне насильство) | Співробітництво TREVI (тероризм, радикалізм, екстремізм та міжнародне насильство) | Правосуддя та внутрішні справи                  |                                                 |                                               |                                               |                                               |                                  | Європейський Союз (ЄС)           | Європейський Союз (ЄС)     |                             |                             |  |  |  |  |  |  |  |
|                                |                                                                    |                                                                                   |                                                                                   |                                                                                   | Європейська політична співпраця                 | Спільна зовнішня та безпекова політика (СЗБП)   | Спільна зовнішня та безпекова політика (СЗБП) | Спільна зовнішня та безпекова політика (СЗБП) | Спільна зовнішня та безпекова політика (СЗБП) |                                  | Європейський Союз (ЄС)           | Європейський Союз (ЄС)     |                             |                             |  |  |  |  |  |  |  |
| Неконсолідовані органи         | Неконсолідовані органи                                             | Західноєвропейський союз (ЗЄС)                                                    | Західноєвропейський союз (ЗЄС)                                                    | Західноєвропейський союз (ЗЄС)                                                    | Західноєвропейський союз (ЗЄС)                  | Західноєвропейський союз (ЗЄС)                  | Західноєвропейський союз (ЗЄС)                |                                               |                                               |                                  |                                  | Європейський Союз (ЄС)     |                             |                             |  |  |  |  |  |  |  |
| Неконсолідовані органи         | Неконсолідовані органи                                             | Західноєвропейський союз (ЗЄС)                                                    | Західноєвропейський союз (ЗЄС)                                                    | Західноєвропейський союз (ЗЄС)                                                    | Західноєвропейський союз (ЗЄС)                  | Західноєвропейський союз (ЗЄС)                  | Західноєвропейський союз (ЗЄС)                | Припинив існування у 2011 р.                  |                                               |                                  |                                  |                            |                             |                             |  |  |  |  |  |  |  |
|                                |                                                                    |                                                                                   |                                                                                   |                                                                                   |                                                 |                                                 |                                               |                                               |                                               |                                  |                                  |                            |                             |                             |  |  |  |  |  |  |  |